# Гамилькар (сын Гисгона)
Гамилькар (пун. ; IV век до н. э. — 309 год до н. э.) — карфагенский военачальник. Сын Гисгона, внук Ганнона Великого I, представитель влиятельной семьи Ганнонидов. Во второй половине IV века до н. э. занимал высшие посты в Карфагене. В 311 году до н. э. ему поручили командование войсками в Сицилии во время войны с Сиракузами, которыми на тот момент руководил тиран Агафокл. После победы в битве при Гимере под контроль Гамилькара перешла большая часть Сицилии. Армия карфагенян и союзных им сицилийцев взяла в осаду с суши и с моря Сиракузы.
Осада Сиракуз для Гамилькара оказалась роковой. Сначала он не сумел воспрепятствовать бегству из города армии Агафокла, которая вторглась во владения Карфагена в Африке и действовала там весьма успешно. Потом во время неудачного штурма Сиракуз Гамилькар попал в плен. Его провели в оковах по городу и казнили.

## Происхождение
Гамилькар был представителем влиятельной карфагенской семьи Ганнонидов. Внук Ганнона Великого и сын Гисгона, он занимал высшую государственную должность. Диодор Сицилийский называет его «царём». Это не означает, что Ганнониды и Гамилькар обладали царскими неограниченными, характерными для Магонидов в VI—V веках до н. э., полномочиями в Карфагене. Власть находилась в руках олигархов, среди которых наиболее влиятельным был Гамилькар, возможно занимавший должность суффета.
Несмотря на аристократическое происхождение и высокую должность в одном из наиболее сильных государств Средиземноморья, о жизни Гамилькара практически ничего не известно. Сведения о нём содержатся в греческих и римских источниках, которые охватывают лишь последние годы Гамилькара, когда тот командовал войсками в Сицилии во время греко-карфагенской войны 311—306 годов до н. э. На момент начала войны, согласно Диодору Сицилийскому, Гамилькар был наиболее выдающимся среди других военачальников.

## Начало войны с Сиракузами
После развала союза сицилийских городов против тирана Сиракуз Агафокла последний стал подчинять своей власти сицилийские полисы. В Мессине при содействии Агафокла произошла смена власти. Сторонники сиракузского тирана одержали победу. Соответственно, крупный город попал без боя под контроль Агафокла. На восточном побережье им был захвачен Тавромений. После ряда побед Агафокл начал подготовку к нападению на Акрагант. Враги сиракузского тирана избрали своим предводителем Динократа, аристократа и бывшего друга Агафокла, которого тот пощадил во время резни 317/316 года до н. э. Динократ обратился за помощью к Карфагену с просьбой вмешаться до того, как Агафокл завоюет всю Сицилию.
Основные жалобы сицилийцев касались, как указывает Марк Юниан Юстин, не столько Агафокла, сколько главнокомандующего силами карфагенян в Сицилии Гамилькара (тёзки). Первого они называли тираном и деспотом, второго же — предателем, который, получив от Агафокла взятку, заключил с ним невыгодную для Карфагена сделку. Также они сетовали, что бездействие пунийцев приведёт к полному подчинению Сицилии Сиракузам, которые всегда были враждебны Карфагену. Совет ста четырёх, аналог сената в Карфагене, отозвал прежнего военачальника, назначив на вакантное место его тёзку Гамилькара, сына Гисгона. Пунийцы осознали степень опасности объединения Сицилии под руководством одного человека и вступили в войну.

## Главнокомандующий в Сицилии

### Высадка в Сицилии. Битва при Гимере

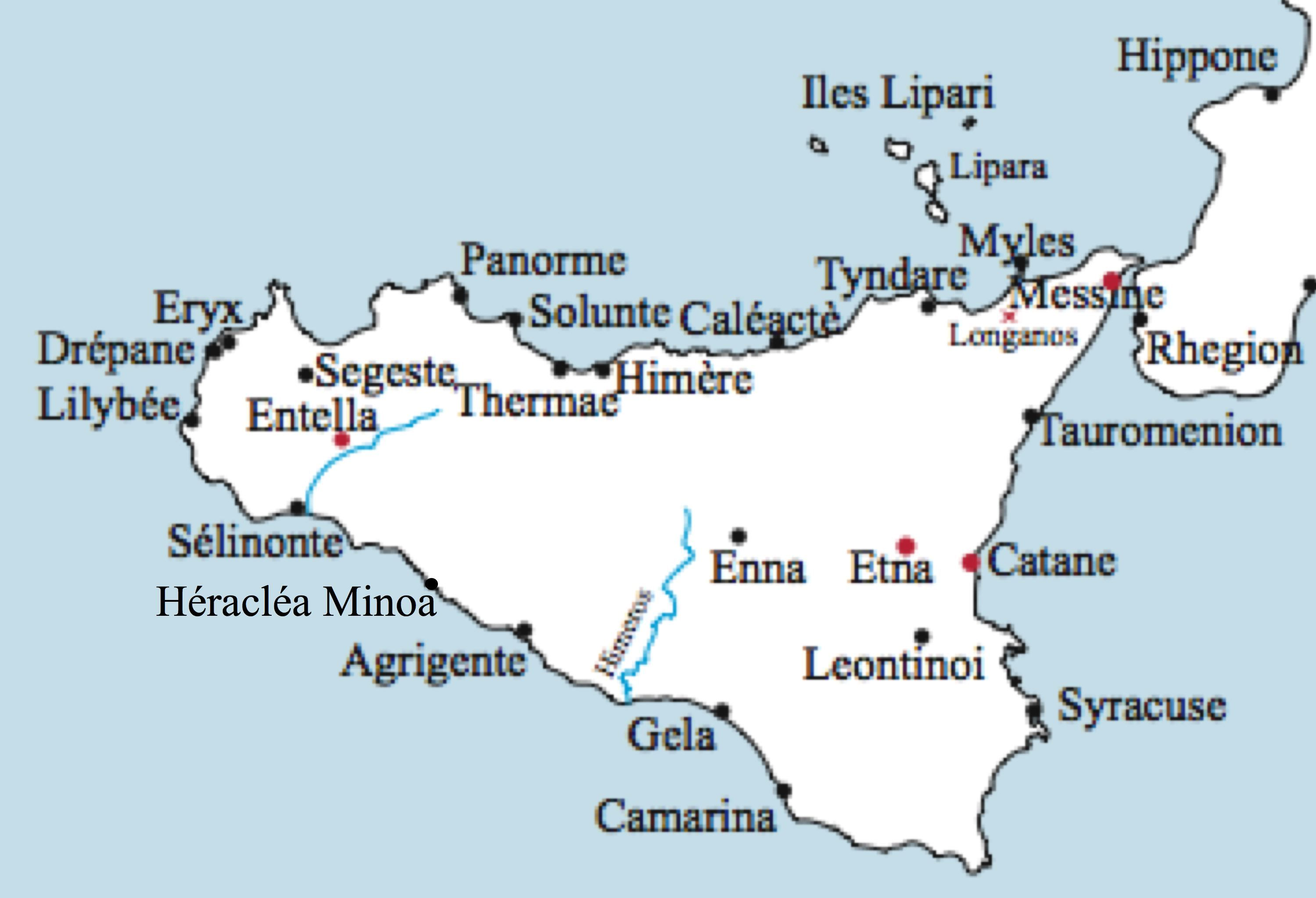
Карта городов Сицилии периода Античности

Перед отплытием из Карфагена Гамилькару для ведения военных действий предоставили 130 трирем с двумя тысячами ополченцев-карфагенян, среди которых было много людей благородного происхождения, десять тысяч солдат из подвластных Карфагену африканских владений, тысячу наёмников, двести всадников из Этрурии, тысячу балеарских пращников, крупную сумму денег на ведение военных действий, а также запасы снарядов и продовольствия. Начало похода для Гамилькара оказалось неблагоприятным. Его флот попал в шторм. Шестьдесят трирем и две сотни судов с припасами утонули. После того как Гамилькар доплыл до Сицилии, он присоединил к своей армии отряды союзных ему островитян, а также войска подконтрольных Карфагену городов. По оценкам Диодора Сицилийского, армия под руководством карфагенского военачальника составила 40 тысяч пехоты и 5 тысяч кавалерии.
Армии Гамилькара и Агафокла расположились на берегах реки Гимера. Карфагеняне разбили лагерь на холме Экном, а сиракузяне — в крепости Фаларион. Между двумя армиями протекала река, и каждая из сторон длительное время воздерживалась от наступления. Первыми решили атаковать греки. У Агафокла возник план, как навязать противнику сражение в невыгодных для него условиях. Между отрядами враждующих сторон периодически возникали локальные стычки. Агафокл расположил часть своих воинов в засаде. Когда небольшой отряд сиракузян перешёл реку и угнал часть скота противника, карфагеняне начали преследовать отступающих эллинов. В этот момент на них и напали из засады сиракузяне, обратив в бегство. Агафокл дал сигнал к общему наступлению.
Сиракузяне достигли позиций врага. Они повалили частокол и ворвались в лагерь. Карфагеняне, не имея времени подготовиться к сражению, поддались панике. Их сопротивление носило неорганизованный характер. В этот момент Гамилькар ввёл в бой балеарских пращников. Солдаты Агафокла продолжали наступление на лагерь и были близки к его захвату. По счастливой случайности в это время на помощь к карфагенянам прибыло подкрепление из Африки, которое сразу же атаковало наступающих сиракузян. Согласно Полиэну, появление кораблей с подкреплением было не случайностью, а военной хитростью Гамилькара. Этот автор связывает атаку Агафокла с полученной сиракузским тираном информацией о том, что карфагенский флот отплыл к Сиракузам. Греческий стратег, согласно Полиэну, понадеялся, что сможет разбить войско противника, часть которого уплыла на кораблях. Ход сражения был переломлен. Греки стали отступать. Им пришлось бежать сорок стадиев (~7 км) по ровной местности назад к своему лагерю. Уставших во время сражения солдат преследовала карфагенская конница. По словам Диодора, греческие воины были настолько утомлены, что, добежав до реки, жадно пили из неё солёную воду, отчего многие погибли. Потери сторон в сражении, согласно Диодору, составили семь тысяч сиракузян и 500 карфагенян с союзниками.
После проигранной битвы Агафокл собрал остатки своего войска, сжёг лагерь и отступил в Гелу. Сначала он предполагал вернуться в Сиракузы, но позже изменил свои планы. Он решил остаться в Геле, чтобы отвлечь войско Гамилькара от похода на Сиракузы, в окрестностях которых шёл сбор урожая. Гамилькар начал осаду Гелы, но вскоре осознал её бесперспективность. Вокруг Гелы были построены сильные укрепления, а в самом городе в избытке были накоплены запасы еды. Таким образом, Гела могла долго выдерживать осаду.
Гамилькар снял осаду и стал занимать подчинённые Агафоклу города и укреплённые пункты. На сторону Гамилькара перешли Камарина, Леонтины, Катана, Тавромений, Мессина и др. Таким образом в руках Гамилькара оказалась практически вся Сицилия — за исключением Сиракуз.

### Осада Сиракуз
Агафокл, хоть и вернулся со своими солдатами в Сиракузы, находился в крайне тяжёлом положении. Карфагеняне захватили практически всю Сицилию, союзники Сиракуз перешли на сторону Гамилькара. Город был блокирован с суши и с моря. У сиракузян было недостаточно сил, чтобы попытаться принять бой под стенами родного города. Тогда Агафокл решился на весьма смелый шаг. Он снарядил шестьдесят кораблей и ждал удобного момента. Сиракузский тиран никого не посвящал в свои планы. Предполагали, что Агафокл собирается грабить подвластные карфагенянам области Сицилии либо хочет спастись бегством в Италию. Карфагенский военачальник также не смог разгадать планов противника, но на всякий случай распорядился блокировать город с моря. Несколько дней сиракузские солдаты были вынуждены ожидать на кораблях. Потом, когда несколько судов с зерном пытались попасть в город, карфагенский флот отвлёкся на их преследование. Увидев, что устье гавани свободно, Агафокл приказал кораблям на предельной скорости выйти в море. Карфагеняне сначала решили, что сиракузский флот вышел на помощь грузовым судам с зерном, и выстроились в боевой порядок. Когда же они увидели, что вражеский флот удаляется в открытое море, то начали погоню. Ночью погоня прекратилась. Суда с зерном в это время зашли в город. Дата этого события — 14 августа 310 года до н. э. — известна точно, так как на следующий день произошло солнечное затмение, время которого возможно высчитать математическими методами.
Расчёт Агафокла полностью оправдался. Сиракузянин считал, что жившие в роскоши и продолжительном мире, не имеющие опыта опасных битв карфагеняне будут легко побеждены людьми, прошедшими суровую подготовку во многих войнах. Ливийские союзники карфагенян, обязанные длительное время выплачивать различные поборы, с радостью ухватились за возможность успешного восстания. Армия сиракузян, появившись неожиданно в центре владений Карфагена, смогла грабить неразорённые войной и изобилующие богатством земли. После победы Агафокла в битве при Белом Тунисе Карфаген оказался в затруднительном положении. К Гамилькару направили послов с требованием выделить часть войск для защиты Карфагена.
Гамилькар решил захватить Сиракузы хитростью. Он приказал послам молчать о произошедшем в Африке и стал распускать слухи о полном поражении Агафокла. Военачальник даже отправил послов в осаждённый город. Послы несли носы сожжённых кораблей Агафокла, которые должны были подтвердить гибель сиракузской армии. Существуют два противоречащих друг другу рассказа. По одной версии некий Диогнет начал сеять в городе панику. Антандр, которого Агафокл оставил руководить обороной на время его отсутствия, приказал арестовать смутьяна. По второй версии Антандр на военном совете предлагал сдать город, а командующий наёмниками Эримнон убедил остальных держаться до тех пор, пока они точно не узнают, что же произошло на самом деле. Вскоре в город пришло отправленное Агафоклом с вестями о победе в Африке судно. Ему удалось, несмотря на преследование вражеских кораблей, зайти в гавань. Пока в море происходили данные события, горожане с интересом наблюдали за происходящим. Гамилькар решил этим воспользоваться. Он отправил отряд солдат, которому удалось забраться на стены и проникнуть в город. В завязавшейся битве карфагеняне были уничтожены до того, как им на помощь прибыли основные силы. Огорчённому Гамилькару ничего не оставалось, как продолжить осаду. Также он был вынужден отправить на помощь Карфагену 5000 своих солдат.

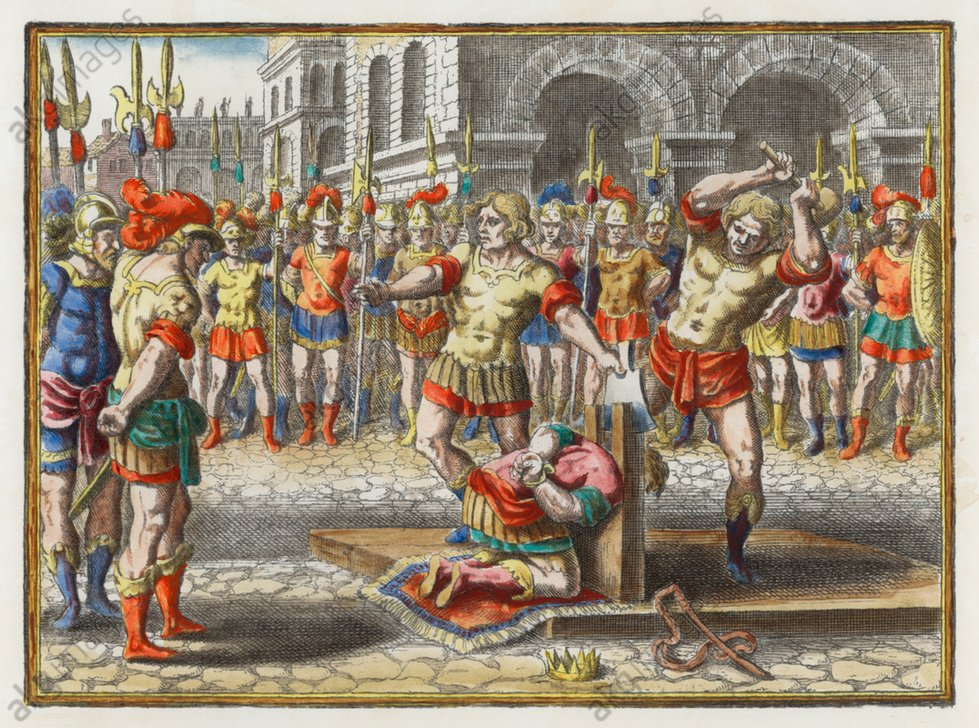
Казнь Гамилькара. Гравюра в книге Иоганна Филиппа Абелина 1630-х годов

В следующем, 309 году до н. э. Гамилькар решился на штурм. Античные источники связывают нападение то ли с пророчеством, то ли со сном военачальника о том, что на следующий день он будет обедать в Сиракузах. Сиракузяне узнали о планах противника и устроили засаду. Штурм, который по задумке Гамилькара должен был начаться ночью, провалился. В условиях незнакомых карфагенянам узких проходов и неудачного расположения войск предварительно занявшие выгодное положение сиракузяне смогли посеять среди нападавших панику. Гамилькар не утратил самообладания и пытался сдержать отступающих солдат. Преследующие карфагенян войска смогли взять Гамилькара живым в плен. Карфагенского военачальника передали в руки родственникам погибших. Те с позором провели его в оковах по городу и казнили. Затем голову отправили в Африку Агафоклу. Сиракузский военачальник приказал показывать голову Гамилькара карфагенянам, что существенно снизило их моральный дух.